# Casquería

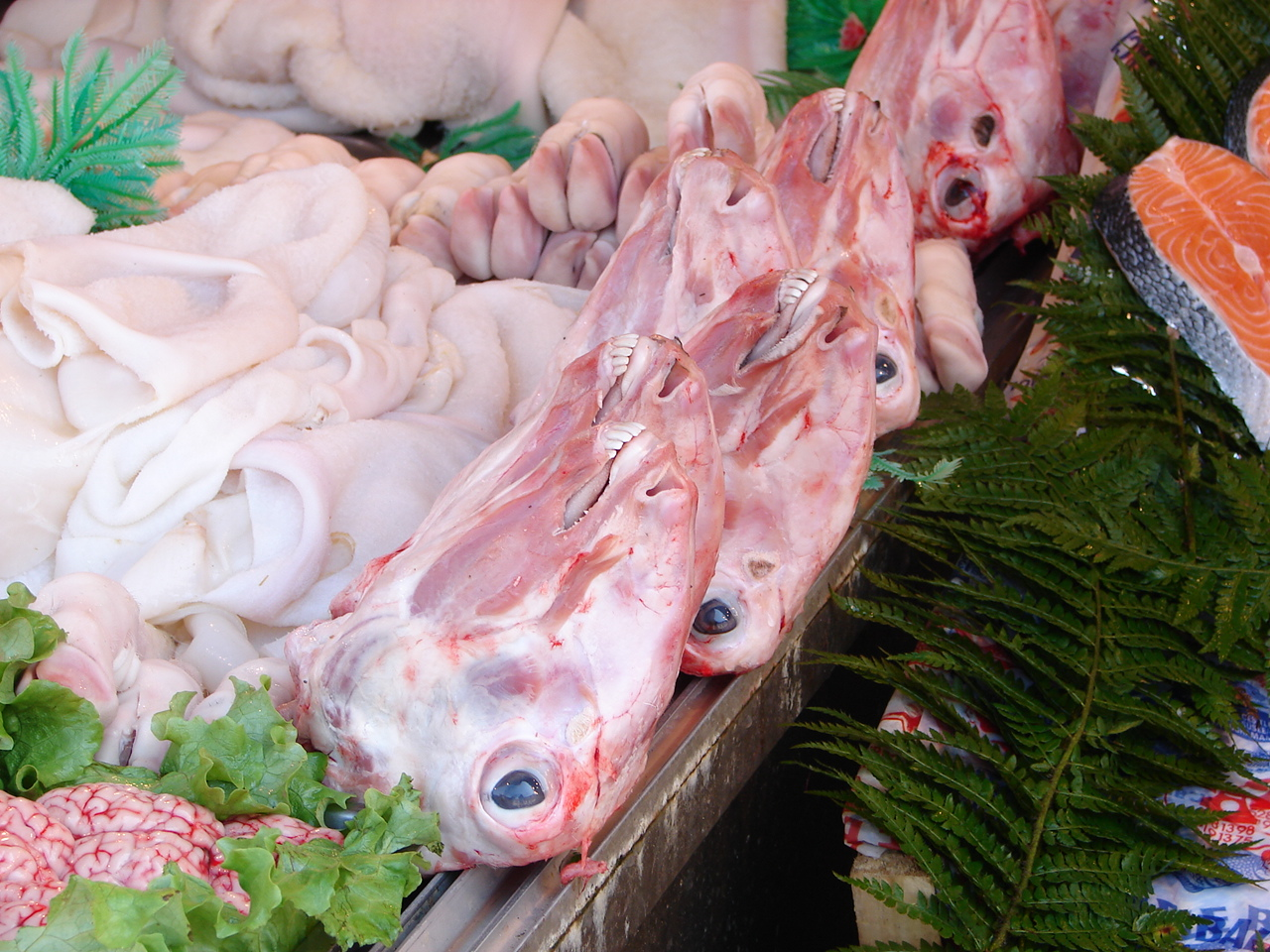
Diversas variedades de casquería (cabezas, sesos, patas y callos) a la venta en un mercado de carne de Estambul.

Casquería, achuras, asaduras, entresijos, menudencias o vísceras son términos usados para aludir a las entrañas de un animal muerto. A su vez, «casquería» en algunos lugares, como España, sirve para nombrar al establecimiento donde se venden estos productos, así como a otras partes tradicionalmente consideradas despojos: morro, careta, orejas, lengua, patas, sangre, etc.
El consumo de casquería varía mucho de una cultura a otra: algunas lo rehúyen, mientras otras lo hacen a diario, o incluso consideran ciertas variedades delicias. La casquería que no se destina a consumo humano o animal se procesa a menudo industrialmente para obtener fertilizantes o combustibles.

## Europa

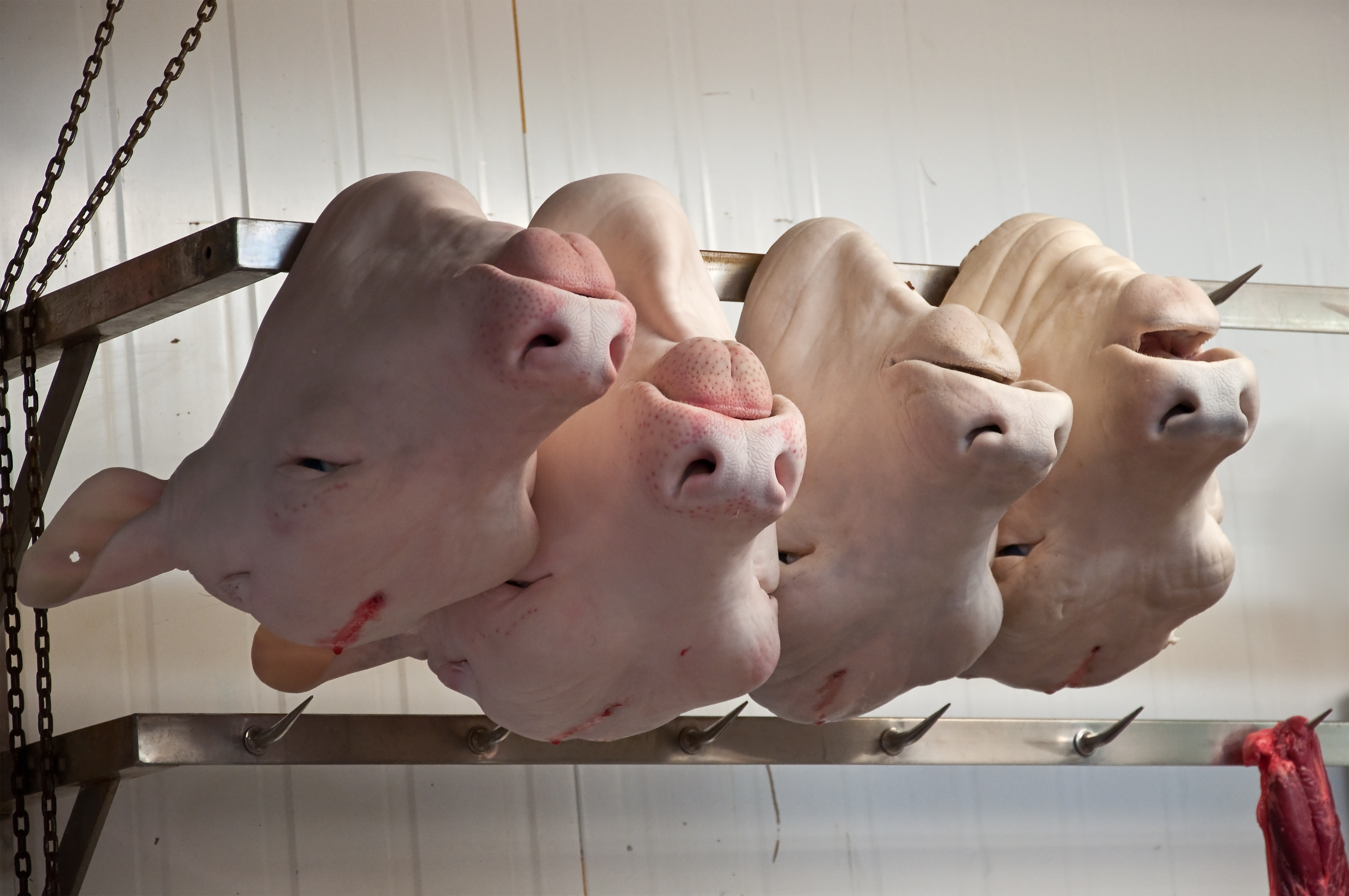
Cabezas de terneras a la venta

En algunas partes de Europa es frecuente el consumo de criadillas, sesos, callos, carrilleras, patas, corazón, cabeza (de cerdo, ternera, oveja y cordero), riñones, hígado, livianos (pulmones), lechecillas (timo y páncreas), lengua, morro y estómago.

### Centroeuropa

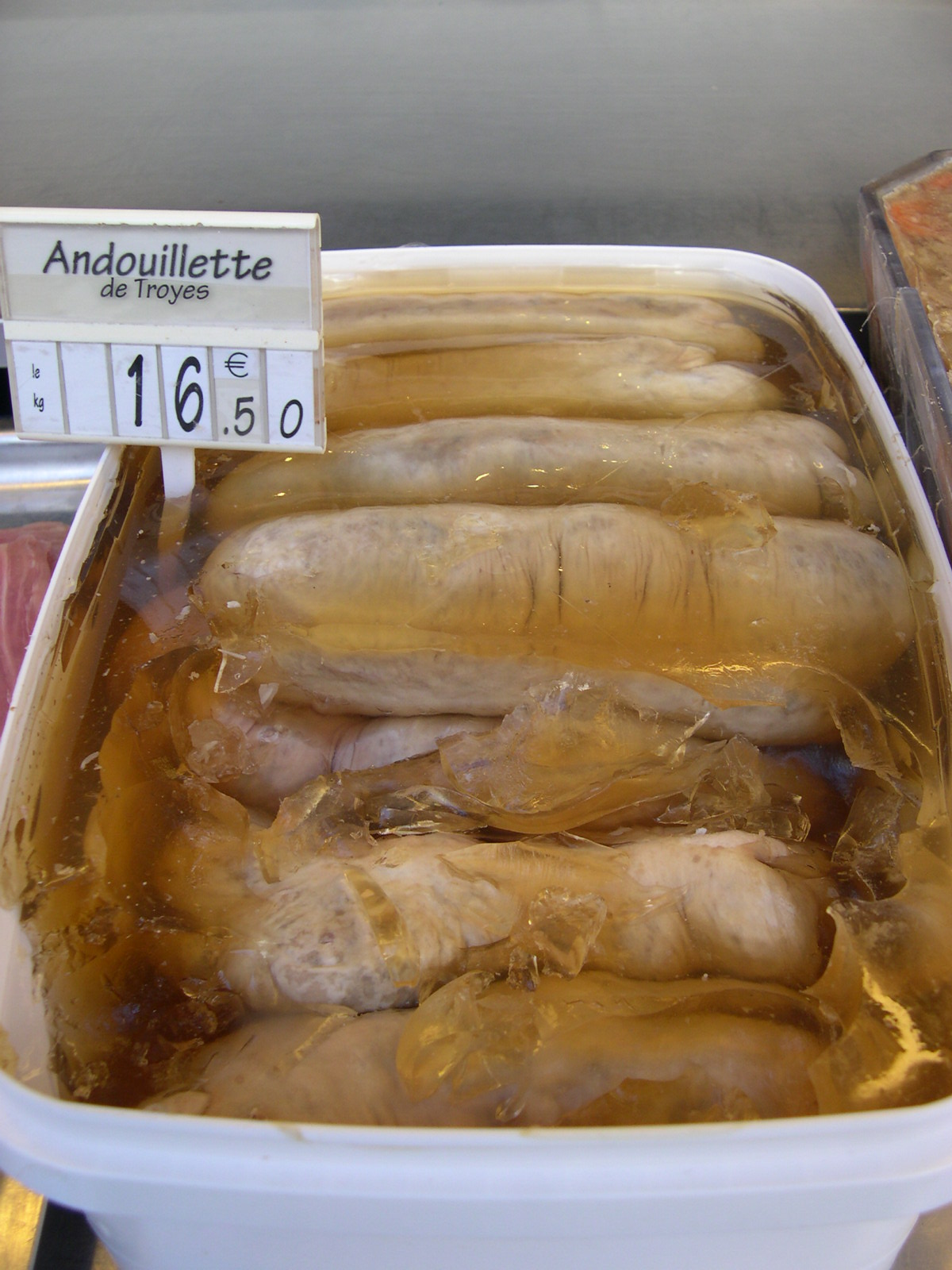
Andouillette de Troyes a la venta en una charcutería de Montmartre (París).

#### Alemania
Especialmente en el sur del país se sirve diversa casquería en la cocina regional. La expresión bávara Kronfleischküche incluye el Kronfleisch (diafragma y músculos adyacentes) y otra casquería, como la Milzwurst, una salchicha con trocitos de bazo, e incluso platos a base de ubre. Suabia es famosa por el Saure Kutteln, tripa agria servida hirviendo con patatas fritas. El Herzgulasch es un tipo de gulash con corazón.
El hígado aparece en varias recetas, como algunos tipos de Knödel y Spätzle, y en la Leberwurst. Como plato principal, es famoso con rodajas de manzana y aros de cebolla en el Leber Berliner Art (‘hígado a la berlinesa’). El gusto del excanciller Helmut Kohl por el Saumagen fue un desafío para las distintas visitas políticas que tuvo durante su mandato. Los Markklößchen son pequeños dumplings hechos de tuétano, que se sirven como parte de la Hochzeitssuppe, una sopa servida en las bodas de algunas regiones alemanas.

#### Francia
En la ciudad francesa de Marsella las patas de cordero y un paquete de tripa de cordero son una comida tradicional con el nombre de pieds et paquets. Las andouillettes o salchichas de tripa se consideran una delicia.

### Europa Oriental

#### Rumanía
En Rumanía existe un plato llamado drob que se sirve en Pascua. Los campesinos elaboran un tipo de salchicha tradicional con vísceras de cerdo llamada caltaboș, que difiere del drob es que este se embute en membranas abdominales (prapore) mientras el caltaboș se embute en tripa. Una sopa de tripa popular llamada ciorbă de burtă se parece al shkembe chorba. Hay también dos variantes del queso de cabeza: el piftie, que contiene gelatina, se sirve frío y suele elaborarse solo de cerdo (tradicionalmente) o ternera, pero no contiene mucho de la cabeza (normalmente solo las patas traseras y las orejas por su alto contenido en gelatina); y el pacele, que se hace exclusivamente con carne y tejido de la cabeza (salvo por los ojos), normalmente solo de cordero (el empleo de sesos y lengua depende la región). El pacele se elabora cociendo primero la cabeza entera (para ablandar la carne y hacer más fácil el desuello) y entonces retirando toda la carne y resto de tejido de ella. Se añade una cantidad generosa de ajo o jugo de este (mujdei) y se sirve templado.
Por último, hay muchos platos en Rumanía a base de vísceras enteras: riñones de cerdo y ternera a la parrilla (servidos con verdura al vapor o cocida, normalmente guisante y zanahoria en rodajas), sesos (normalmente de cordero, rebozados y fritos), estofado de lengua y aceitunas (principalmente de ternera), y muchos otros.

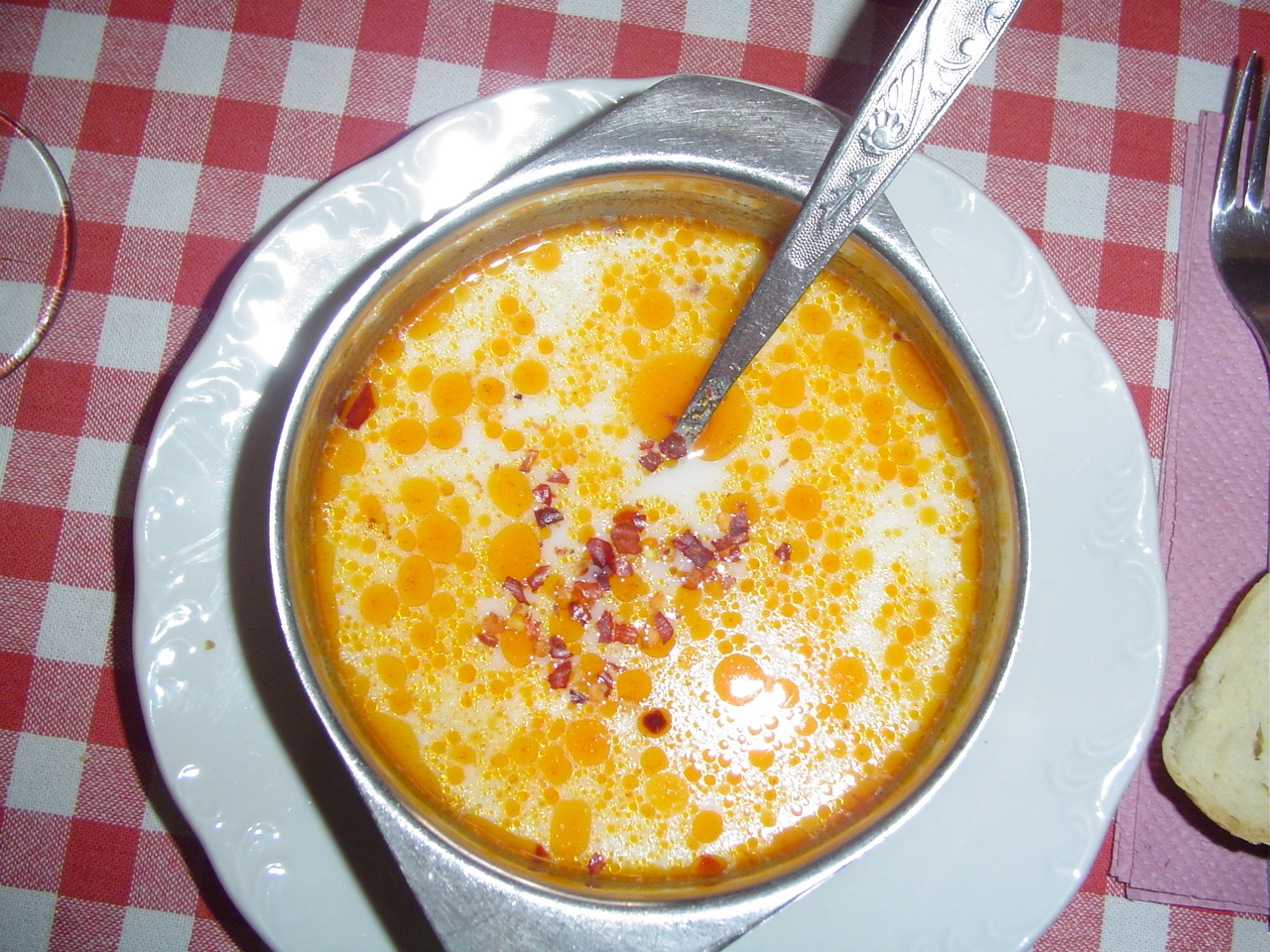
Shkembe chorba.

#### Armenia
El plato tradicional conocido como khash es una comida hecha con ingredientes baratos, originaria de la región de Shirak. El ingrediente principal son las patas de cerdo o ternera, aunque pueden usarse también otras partes del animal, como la oreja o la tripa. Antiguamente una comida nutritiva de invierno para los pobres, actualmente se considera una delicia, degustándose en las fiestas invernales.

#### Bulgaria, Macedonia y Turquía
El shkembe chorba (del turco işkembe çorbası) es un tipo popular de sopa hecho con tripa.

### Países nórdicos

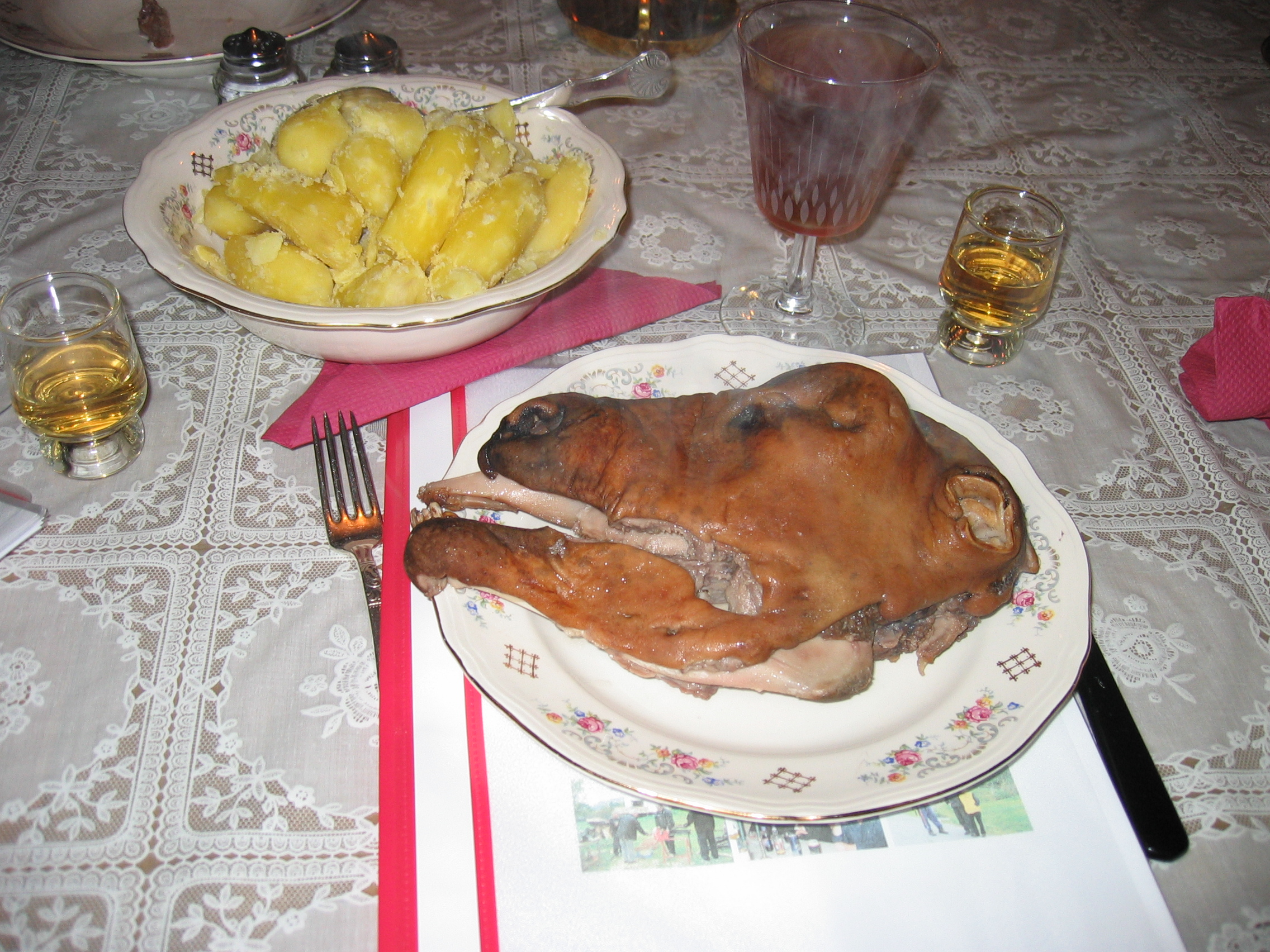
Una ración de smalahove en Voss (Noruega).

#### Noruega
El smalahove es un plato tradicional, tomado normalmente por Navidad, que se hace con la cabeza de una oveja. Se chamuscan la lana y la piel, se retiran los sesos y se sala, a veces se ahúma, y se seca. Se cuece la cabeza unas 3 horas y se sirve con rutabaga y patata. La oreja y el ojo (una ración suele consistir en media cabeza) se comen normalmente primero, ya que son las partes más grasas y deben tomarse templadas. La cabeza suele tomarse de delante a atrás, siguiendo los huesos del cráneo. El smalahove es considerado a veces poco atractivo o incluso repulsivo, pero tiene sus seguidores.
Otras especialidades noruegas son el smalaføtter, parecido al smalahove pero hecho con patas de cordero en lugar de con la cabeza de una oveja; y el syltelabb, patas de cerdo cocidas y en salazón, que suele comprarse ya preparada y tomarse por Navidad.

#### Dinamarca
El leverpostej, una versión del paté de hígado, untado en pan de centeno se considera un plato nacional. Los ingredientes más comunes del leverpostej son el hígado de cerdo, la manteca y las anchoas, pero existen numerosas recetas alternativas. Los 5,5 millones de daneses consumen aproximadamente 14 000 toneladas anuales de leverpostej, siendo la marca más popular Stryhn's. Versiones del queso de cabeza (servido a menudo sobre pan con mostaza de Dijon y remolacha encurtida) y morcilla (frita con azúcar mascabado) se toman principalmente en invierno, por ejemplo como parte de la tradicional comida navideña danesa o julefrokost.

#### Islandia
Islandia tiene sus propias versiones de haggis y queso de cabeza. El haggis islandés se llama slátur (‘matanza’) y se elabora en dos versiones: blóðmör (‘manteca de sangre’), un estómago de oveja relleno con una mezcla de sangre, avena y un poco de grasa, y lifrarpylsa (‘salchicha de hígado’), que consisten en un estómago de oveja relleno con una mezcla de hígado, avena y cordero. El queso de cabeza islandés, o svið, se hace con cabeza de oveja, y se toma tanto frío como caliente del hueso o en gelatina.

#### Suecia
Suecia tiene una versión de morcilla llamada blodpudding (‘budín de sangre’), que se sirve principalmente en rodajas y fritos con conserva de arándano rojo, zanahoria rallada y panceta frita. El haggis islandés se llama pölsa o lungmos (‘puré de pulmón’), y se hace de casquería como el hígado o el corazón, cebolla, centeno y especias, sirviéndose con patatas cocidas, huevos fritos y rodajas de remolacha. Otros platos de despojos populares son el levergryta (‘estofado de hígado’) y el leverpastej (‘paté de hígado’).

### Reino Unido

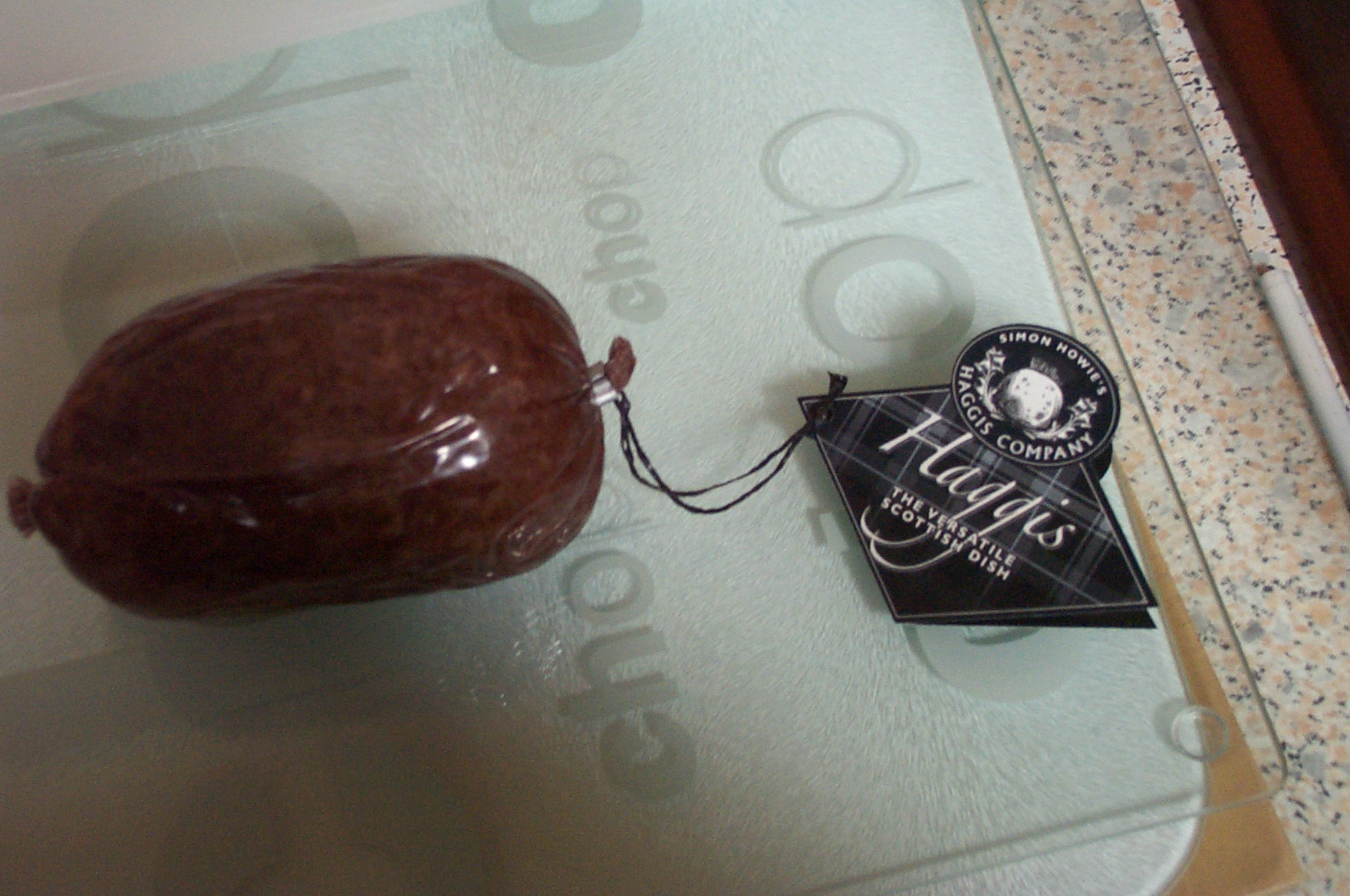
Un haggis pequeño crudo.

El tradicional haggis escocés consiste en un estómago de oveja relleno con una mezcla cocida de hígado, corazón, pulmones, avena y otros ingredientes. En los Midlands británicos se hacen faggots con despojos de cerdo (principalmente hígado y carrillos) picados o troceados, pan, hierbas y cebolla envueltos en redaño. El steak and kidney pie (típicamente de riñón de ternera o buey) es muy conocido y consumido en Gran Bretaña e Irlanda. Brawn es un término inglés para el queso de cabeza. Otra receta típica es el black pudding o morcilla, que suele estar cocida y freírse antes de tomarla. Los Melton Mowbray pork pies se hacen en parte de patas de cerdo. La lengua de buey prensada y en rodajas sigue siendo popular entre los mayores británicos para su uso en sándwiches. La tripa blanqueada fue un plato popular en el norte de Inglaterra, con muchos establecimientos especializados (casi todos han cerrado).

### Sur de Europa

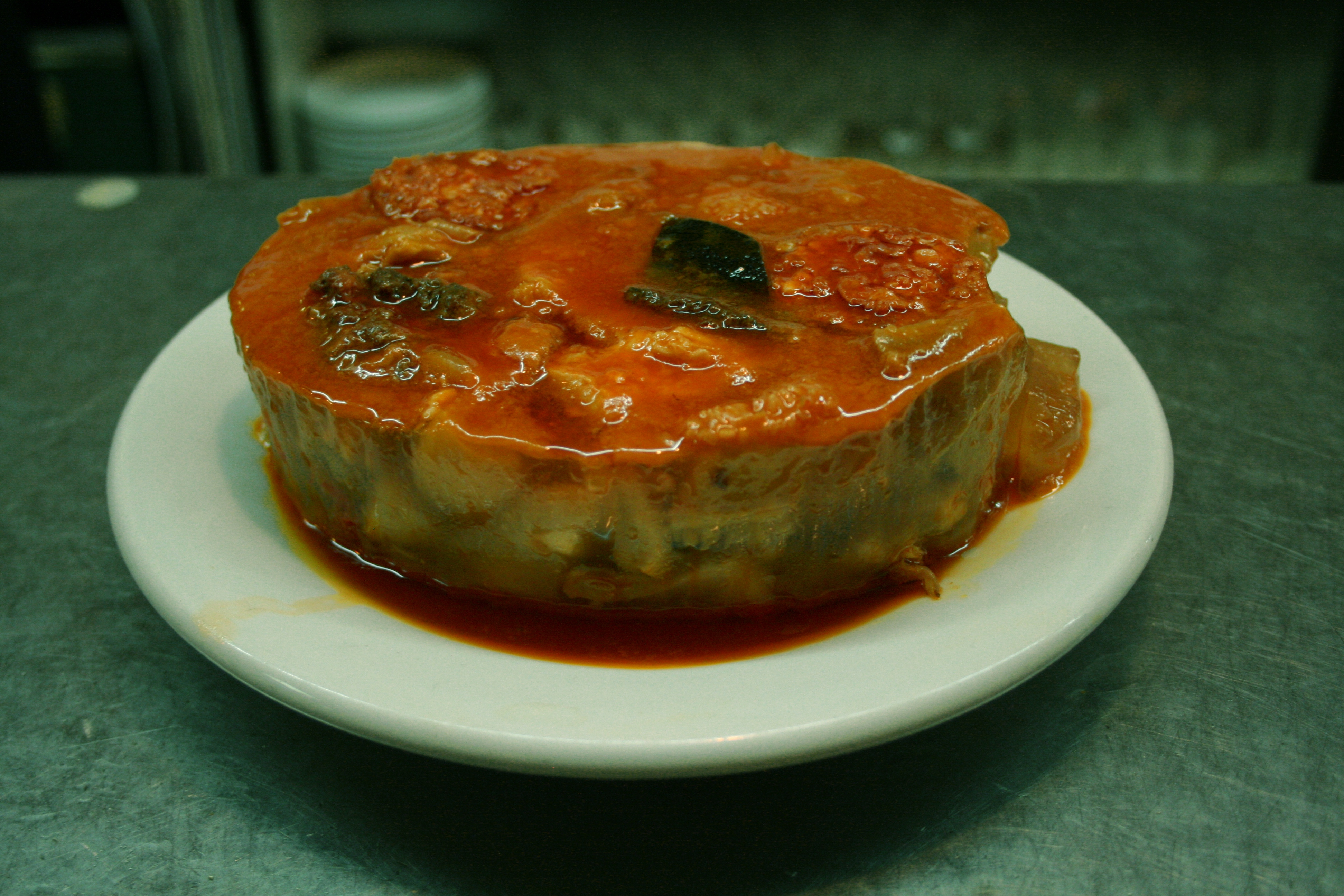
Gelatina de callos a la madrileña.

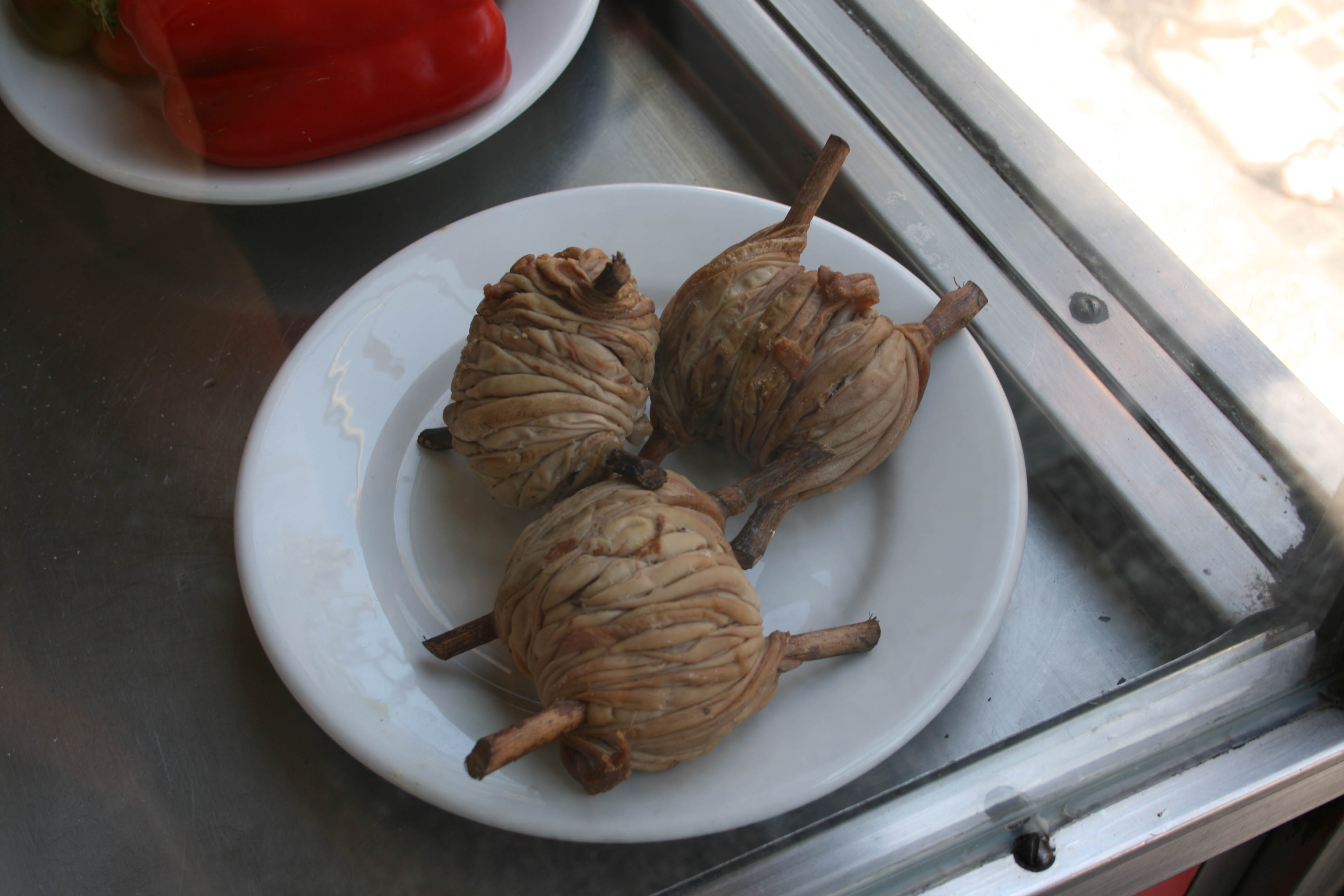
Unos zarajos listos para ser preparados.

#### España
La casquería se emplea en muchos platos tradicionales, aunque su popularidad está decayendo entre los jóvenes, con la notable excepción de la carrillera, cuyo consumo, y su precio, han aumentado notablemente en los últimos años. Algunos platos tradicionales son: los callos, tripa de ternera estofada, muy populares en Madrid (callos a la madrileña) y Asturias; las tripas de cordero, populares en diversas regiones españolas, encontrándose así las chiretas y madejas aragonesas, los zarajos conquenses y las gallinejas típicas en las fiestas madrileñas; el hígado, a menudo encebollado o con ajo y perejil, también empanado, y los fardeles de zaragozanos (hígado recubierto de grasa); los riñones, a menudo al jerez o preparados a la parrilla; los sesos de cordero y de cerdo (parte de la tradicional Tortilla de Sacromonte granadina); las criadillas (testículos, sobre todo de toro); la lengua de ternera guisada o elaborada en fiambre, como es la lengua escarlata; la cabeza y las manitas de cerdo (en Cataluña se toman también tradicionalmente con caracoles); y la oreja de cerdo (principalmente en Galicia). En Huesca (Aragón) se preparan los rabos de cordero asados en lo que se denomina espárragos montañeses. Del toro se suele consumir estofado el rabo, típico de Córdoba. En muchos casos la matanza del cerdo proporciona guisos especiales con las vísceras del mismo, siendo este el caso de los salmocejos abulenses y del morteruelo manchego.
También hay muchas variedades de embutidos, como son las morcillas (elaboradas con sangre), las androllas y los botillos de El Bierzo (que emplean diversas partes de huesos del cerdo). Dentro de las morcillas existe una gran variedad de sabores y texturas, que van de muy picante a muy dulce. Algunas de las morcillas más secas tienen una textura tan dura en su interior como la del chorizo, mientras otras variantes son muy tiernas, incluyendo otras arroz (morcilla de Burgos) y cebolla (morcilla de León). La morcilla se añade a sopas, o se cuece sola (en cuyo caso se descarta el agua). La sangre es un plato típico de Valencia (cortada en dados y preparada encebollada o con tomate). Algunos fiambres elaborados con piezas de la cabeza del cerdo, como el queso de cabeza, son populares en las charcuterías españolas.

#### Italia
En Italia el consumo de entrañas y órganos internos es bastante común. Entre las recetas más populares están los sesos fritos o estofados; la trippa cocida, a menudo con salsa de tomate; el lampredotto (el cuarto estómago de la vaca) cocido en caldo y condimentado con salsa de perejil y guindilla; el hígado (salteado con cebolla o asado); los riñones; el corazón y los coronarios (coratella o animelle); cabeza, ojos y criadillas de cerdo; y asaduras de pollo.
La pajata es un plato tradicional de Roma, consistente en intestinos de ternera lechal. El animal se sacrifica en cuanto ha mamado. La tripa se limpia, pero se deja dentro la leche. Cuando se cocinan, la combinación de calor y enzimas del cuajo hace que la leche se coagule, formando una especie de salsa espesa y cremosa, parecida al queso. La pajata y los tomates se usan a menudo para preparar una salsa típica para los rigatoni.
En Sicilia se consume bastante un sándwich llamado pani ca meusa, o pan con bazo y queso caciocavallo.

#### Portugal
En Portugal la casquería se emplea tradicional en muchos platos. Las patas (llamadas chispe), la tripa y las orejas de cerdo se cuecen en caldo con judías. Los sesos de ternera (mioleira) también son una delicia, aunque su consumo ha decaído desde los brotes de Creutzfeld-Jakob. La sangre de cerdo se usa para elaborar un tipo muy peculiar de morcilla llamado farinhato, que incluye harina y especias. Las patas de pollo también se emplean en sopas.

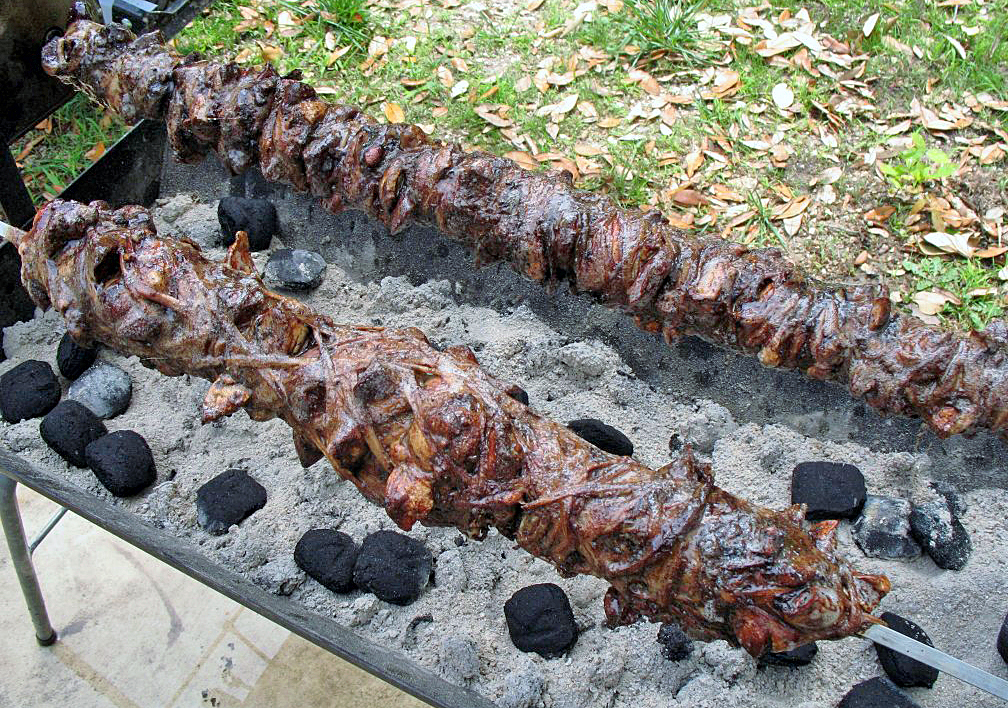
Kokoretsi asándose.

#### Grecia
En Grecia (y de forma similar en Turquía, Albania y Macedonia) el splinantero consiste en hígado, bazo e intestino delgado, asados sobre fuego. Una variante festiva es el kokoretsi (del turco kokoreç; macedonio: kukurek), consistente en trozos de vísceras de cordero (hígado, corazón, pulmones, riñón y grasa) ensartados en un pincho y cubiertos de intestino delgado limpio como formando un tubo. El kokoretsi se asa entonces al carbón. Es un plato tradicional de Pascua, al igual que el magiritsa, una sopa hecha con entrañas de cordero y lechuga en una salsa blanca. Tzigerosarmas (del turco ciğer sarması, ‘hígado envuelto’) y gardoumba son dos variedades de splinantero y kokoretsi hechas con diferentes tamaños y con trozos extra para mejorar el sabor.

## Latinoamérica

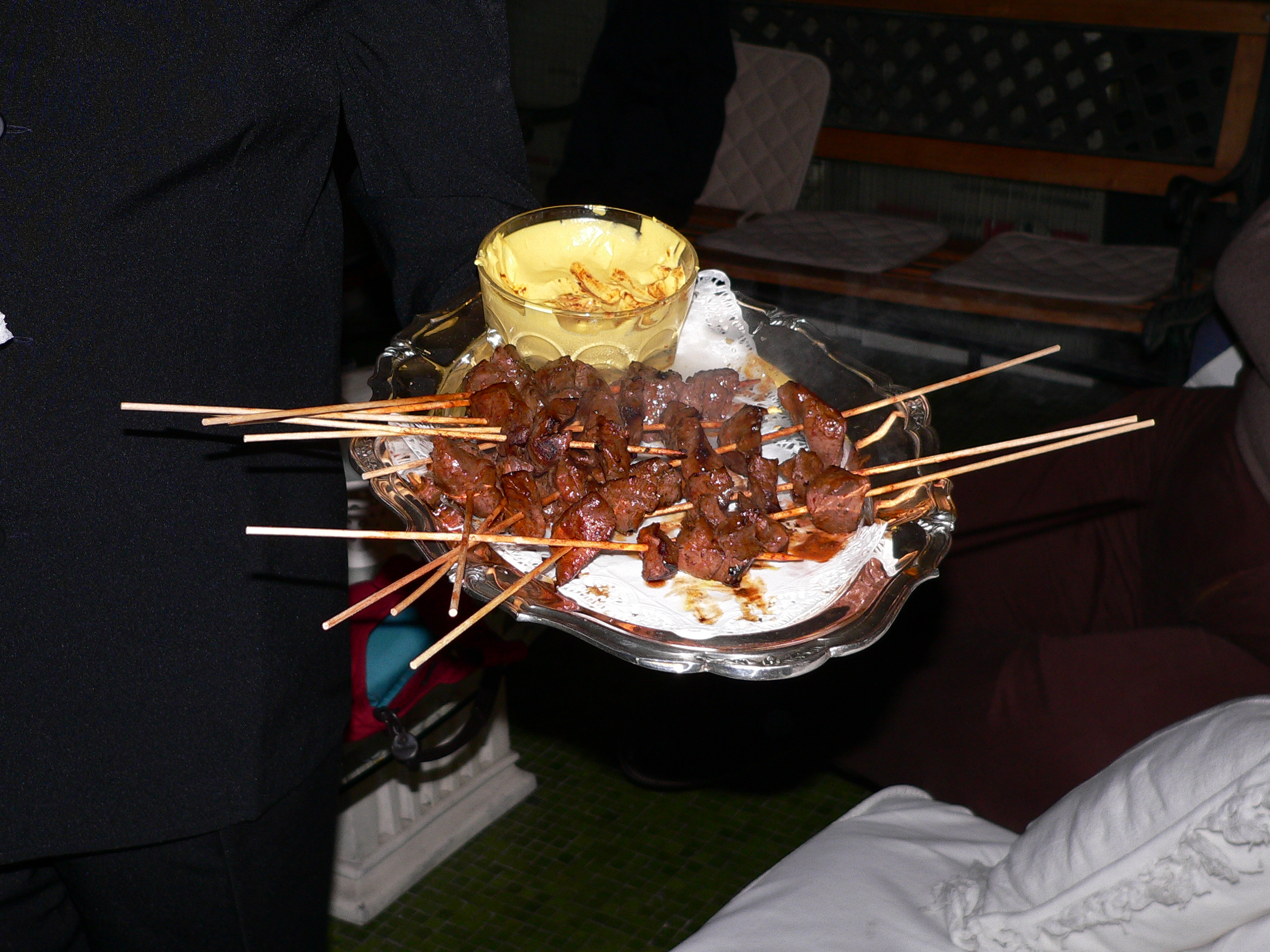
Anticuchos peruanos.

### Argentina y Uruguay
En Argentina y Uruguay el asado tradicional se elabora a menudo con distintos tipos de achuras, como los chinchulines y la tripa gorda, el chorizo, la morcilla, la mollejas y el riñones. Los sesos se usan como relleno de raviolis. La lengua suele cocerse, cortarse en rodajas y marinarse en una mezcla de aceite, vinagre, sal, pimiento picado y ajo (lengua a la vinagreta). Las criadillas (testículos) se comen principalmente en las regiones dedicadas a la cría de ganado. También se consumen asadas a la parrilla como achuras la ubre (mamas, tetas), el corazón (preferentemente de animal joven), el cuajo (abomaso), y la entraña (músculos del diafragma).

### Brasil
En Brasil el churrasco incluye a menudo corazones de pollo. Una feijoada típica contiene a veces recortes de cerdo (oreja, patas y rabo). Los estofados de molleja, el hígado de ternera frito y los guisos de estómago de ternera fueron platos más populares en el pasado, pero siguen tomándose. La buchada, un plato popular del noreste del país, consiste en vísceras de cabra en dados, que se condimentan y se cosen dentro del estómago para cocerse como una especie de bolsa.

### Chile
En Chile existen diversas preparaciones cuya base es la casquería (denominada interiores en este país): el conocido queso de cabeza se elabora a partir de la condimentación, cocción, desmenuzado y compresión de los tejidos blandos de la cabeza de un cerdo; las prietas son preparadas a base de sangre de cerdo recientemente matado, mezclado con especias y embutido en tripas del mismo animal, la cuales son amarradas y hervidas en agua o puestas a la parrilla para su posterior consumo; el caldo de pata es una sopa (de raigambre popular campesino) donde se cuece las manos y/o patas de vacuno, junto con arroz, papas y cualquier ingrediente adicional al gusto del comensal; los chicharrones son trozos del tejido adiposo resultante del desposte de cerdos (la forma más común), los que son puestos en una paila a alta temperatura para fundir la grasa contenida en ellos y así freírlos hasta que se reducen a la base sólida o achicharran, y suelen ser acompañamientos de otras preparaciones (papas fritas, carne asada) o ser ingredientes de una receta mayor (milcao, tortilla de rescoldo); el pernil es la cocción y posterior. Las guatitas a la jardinera son la preparación más clásica del estómago del animal, es un guiso similar a los callos a la madrileña y se sirve acompañado de papas cocidas o fritas, a veces con arroz. La lengua es ampliamente usada en las sangucherías por ser una carne sabrosa y blanda, ideal para consumirla en sandwich. En los muchos restaurantes de parrilladas que existen en Chile la parrillada clásica incluye interiores como corazón, chunchules, sesos, y otros interiores de cocción rápida.

### Colombia
En Colombia, se le llama menudencias a la casquería del pollo, que consiste principalmente de la cabeza, el cuello (comúnmente llamado pescuezo), la molleja (o piedra) y las patas. Un plato popular y muy barato es la sopa de menudencias. Otro plato muy popular, y económico es la sopa de mondongo, que consiste en una sopa hecha con los cuatro estómagos de la vaca.
También es muy conocida la sopa de menudo, una versión similar a los callos a la madrileña pero con una receta mucho menos condimentada.
También es común encontrar en los restaurantes bogotanos los testículos de toro preparados en un caldo conocido como 'caldo de raíz'.
En el departamento de Santander se consume la pepitoria, que es una mezcla de sangre, trozos de asadura (corazón, bofe —pulmones—, pajarilla —páncreas—, hígado y riñones) de cabra o de oveja con arroz y papa, también en este departamento como en algunas regiones del departamento de Boyacá, se consume la chanfaina, que es una mezcla de sangre, asadura y vegetales como arveja, zanahoria, habichuelas y papa cortado en trozos pequeños.
También en el altiplano cundiboyacense, se consume el queso de cabeza, con pan y gaseosa. Y en algunas regiones del altiplano se consume el caldo de ojo. También se consume la fritanga, que consiste en morcilla, asadura, chorizo o longaniza, gallina, chicharrón y tubérculos como papa pastusa, papa criolla, y yuca. En Bogotá se consume bastante la lengua de res en salsa, acompañado con arroz, papa, plátano maduro y ensalada de lechuga, cebolla y tomate. En esta región del país también se consume la sopa de mute, que consiste en maíz pelado con ceniza, papa pastusa, frijoles, arvejas, habas, cabeza de chivo, de cordero o de res, patas, y menudo o mondongo. Y también se consume un estofado de cabeza, patas y criadillas.
En algunas regiones también se consume el caldo de pajarilla (pajarilla es el bazo de la res), y de este órgano junto con el hígado y moras, se elabora un jugo que sirve para aumentar las defensas en los niños.
También se consume bastante la chunchulla asada o frita, y la sonrisa acompañado con garbanzos.
La chunchulla y la sonrisa son las últimas secciones del intestino delgado.(Recto y ano)

#### Región Caribe
Se consumen en diferentes preparaciones el hígado (guisado, frito), los riñones (guisados), el corazón (frito), la lengua (guisada en salsa), el bofe (pulmones fritos o guisados), la pajarilla (bazo guisado), el ojo (en sopa), la ubre (asada), las criadillas (guisadas), la chinchurria (frita, asada), la panza (guisada y en sopa de mondongo) y la pata del vacuno (en la sopa de mondongo).
Las vísceras del cerdo y de vacuno se preparan guisadas, plato conocido como asadura.
La molleja de la gallina se prepara en arroz.
En la Guajira es tradicional el friche, vísceras del chivo preparadas en su sangre.

### México
En algunos países iberoamericanos, como México, se consumen habitualmente casi todas las vísceras. Los corazones, mollejas e hígados de pollo suelen tomarse fritos o cocidos, tanto solos como en caldo. La médula se toma en sopa. La lengua se cuece para hacer tacos, al igual que los ojos. Las tripas también se consumen, pero más en tacos que en estofados. Un plato popular es la pancita, un estofado de estómago de ternera. Los estómagos también se emplean para hacer menudo y mondongo.

### Perú

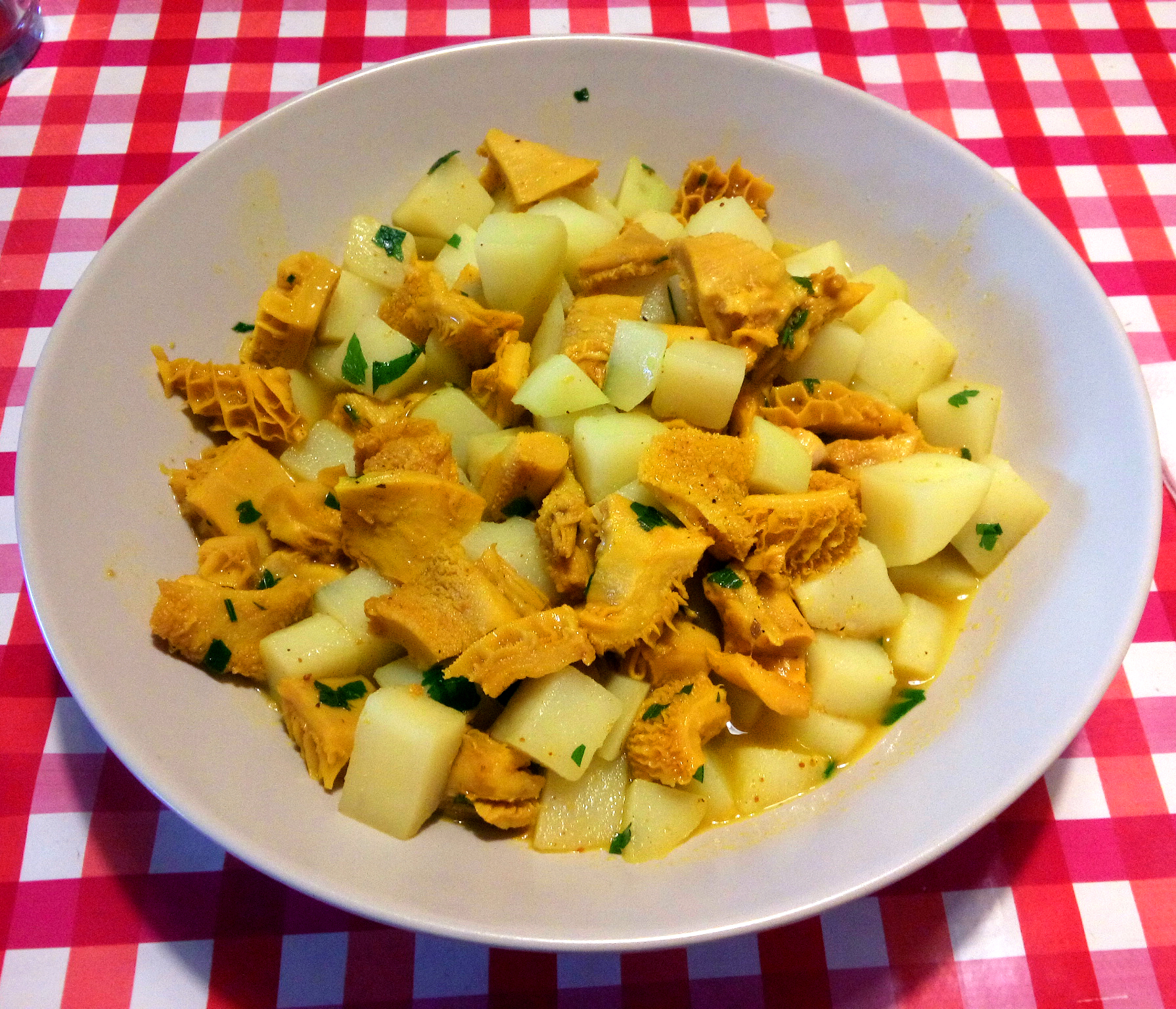
Plato de cau cau, elaborado con estómago de ternera.

En el Perú, se consume tradicionalmente casi todas las vísceras e incluso platos emblemáticos de algunas regiones se hacen sobre la base de estas. Existen decenas de platillos preparados con estas partes de animales.
- Los anticuchos son brochetas o pinchos hechos de corazón trozado de res (o ternera), maceradas en un preparado en base de vinagre, ají panca y otras especias, asadas en una caña delgada sobre una parrilla de carbón, que suele acompañar con papa hervida dorada al carbón, choclo (maíz tierno en mazorca) y ají amarillo con cebolla china picada.
- El cau-cau es un guiso de mondongo (estómago de res) hecho con palillo (cúrcuma) y papa trozada en cubitos.
- La chanfainita es un guiso preparado con bofe (casi siempre pulmón de res, a veces de cordero) sobre la base de achiote (conocido en otros países como urucú u onoto, la especie botánica bixa orellana), acompañado con mote (granos de maíz tierno hervido en agua hasta que revienta, lo que le da una consistencia aguada y suave).
- En muchas regiones, la patasca, es una sopa de cabeza de cordero acompañado de otras asaduras, es uno de los platos preferidos por la población local, tomando varias denominaciones (mondongo, caldo de cabeza, etc.).
- La pata de res se prepara con maní, en un guiso con ají panca y amarillo y papa en cubitos, se acompaña con arroz blanco, plato conocido como patita con maní.
- La pata de cerdo cocida y trozada, se acompaña con cebolla picada a la pluma, ajo, hierbabuena, perejil, tomate y ají rocoto en lo que se conoce como sarza de patitas.

### Venezuela
En Venezuela es común preparar las vísceras del cerdo (generalmente una mezcla de hígado, riñones, pulmones, corazón y páncreas) y se le conoce como asadura y en la ciudad de Valencia como frito. Por su parte, en el estado Lara se suele hacer lo propio pero con las vísceras de cabra y se le da el nombre de chanfaina. En todo caso siempre se suelen preparar guisadas acompañándose de arroz blanco o arepas. En el caso de prepararse como relleno de arepas o empanadas por lo general se emplea un guiso seco.
Por otra parte, en el caso del ganado vacuno, la panza (una de las divisiones del estómago de las reses) junto con las patas se usan en la elaboración del famoso hervido de mondongo (llamado simplemente mondongo); mientras que el corazón de res suele consumirse guisado con vegetales (principalmente zanahoria) y el hígado se suele cortar en filetes y consumirse preparado con cebollas (hígado encebollado). Así mismo, los pulmones (llamados bofes) se suelen consumir fritos o guisados. Las criadillas o «bolas» (testículos) de toro, las morcillas y el intestino delgado llamado chinchurria son puestos a la parrilla junto a otros cortes de carne. No menos común también es el consumir las extremidades del cerdo (llamadas paticas de cochino) guisadas con papa y zanahoria o bien ahumarlas y prepararlas con granos como frijoles o lentejas. 

## Asia

### Bangladés
En Bangladés se consideran delicias los sesos (magoze), patas (paya), cabeza (matha), piel del estómago (bhuri), lengua (zihba), hígado (kalija), riñón (gurda) y corazón (deel) de toros y cabras. También se consumen el corazón, los menudillos y el hígado de pollo.

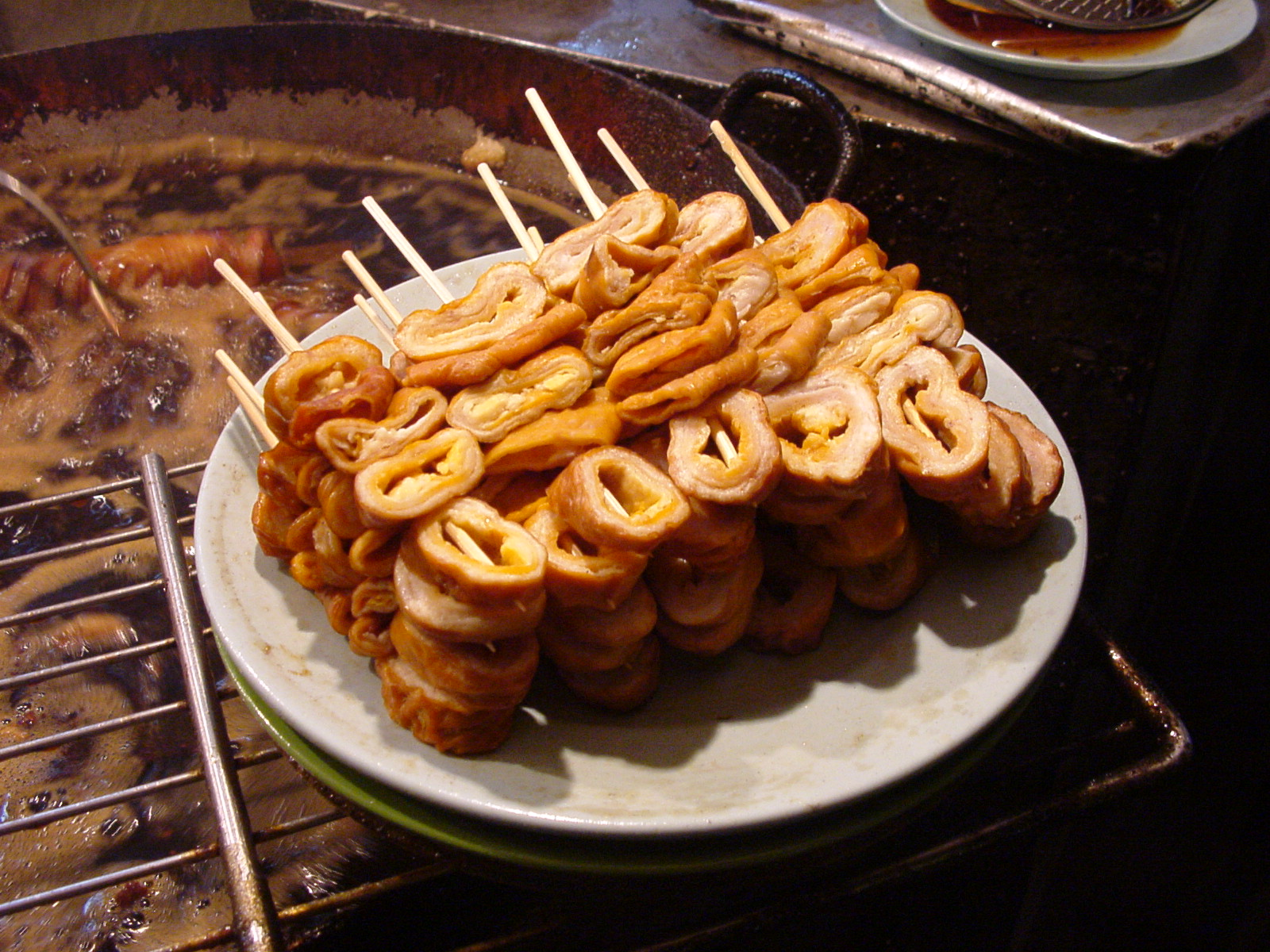
Zha fei chang (炸肥肠), intestinos de cerdo fritos.

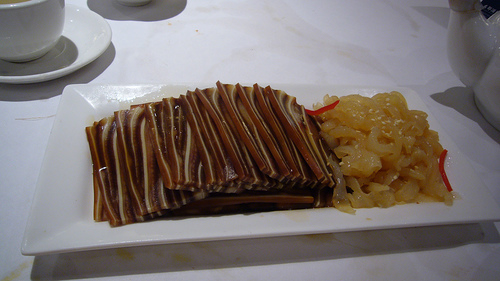
Lou mei chino, con oreja de cerdo (izquierda) y medusa (derecha).

### China
En China se usan muchos órganos y otras partes de los animales como comida o medicina tradicional. Como el cerdo es la carne más consumida en el país, existen muchos platos de casquería de cerdo: riñones e hígado salteados con salsa de ostra, jengibre y cebolleta o en sopa, habitual en las provincias del sur; wu geng chang wang (五更肠旺), un estofado picante con mermelada de mostaza, tofu, rodajas de tripa de cerdo y dados de sangre; zha fei chang (炸肥肠), rodajas de intestinos fritos mojados en salsa de judía dulce, habitual en los puestos callejeros; rodajas de lengua de cerdo con sal y aceite de sésamo, especialmente popular en la provincia de Sichuan; tiras de oreja braseadas con salsa de soja, polvo de cinco especias y azúcar, un aperitivo frío disponible en puestos callejeros y supermercados locales; sopa de sangre de cerdo, que tiene al menos 1000 años de antigüedad, cuando durante la dinastía Song del norte la comida china se popularizó; y dumplings (jiaozi) de sangre, que junto con la sopa anterior está registrado que eran consumidos por los trabajadores nocturnos en Kaifeng. En la gastronomía de Shanghái, la sopa de sangre ha evolucionado al famoso suan la tang (酸辣湯), sopa agridulce con varios ingredientes adicionales. Además de casquería de cerdo, también se emplean las de otros animales en la cocina tradicional, sobre todo la de ternera, pato y pollo.

### Corea
En Corea el uso de la casquería es muy parecido al de la China continental, pero menos frecuente. Se consumen tanto rodajas de intestino a la parrilla como la sangre de cerdo. El queso de cabeza de cerdo fue bastante popular en el paso. Los intestinos de cerdo al vapor son fáciles de encontrar en los mercados tradicionales. La popular salchicha tradicional coreana llamada sundae consiste en intestino delgado de cerdo al vapor relleno con sangre, fideos condimentados y verdura. Las patas de cerdo cocidas en un caldo especial se consideran una delicia. El estómago y la tripa de ternera siguen siendo bastante populares. No es difícil encontrar corazones, asaduras y patas de pollo a la parrilla en los puestos callejeros tradicionales. Los usos medicinales también son parecidos a los de la China continental, y también menos frecuentes.

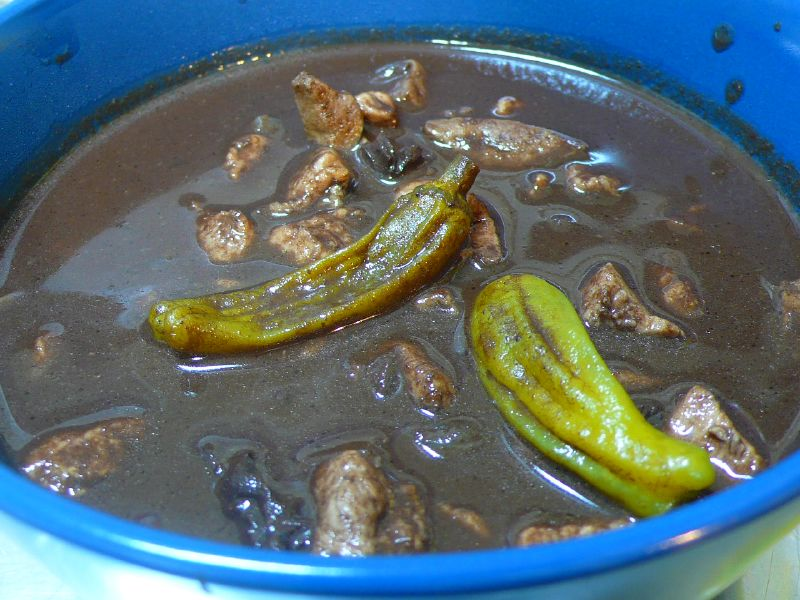
Un tazón de dinuguan.

### Filipinas
En las Filipinas se comen prácticamente todas las partes del cerdo, incluyendo morro, tripa, oreja y vísceras. El dinuguan es un tipo de sopa de sangre (dependiendo de la región) hecho con intestino de cerdo, carne y a veces orejas y carrillos, normalmente con una base de vinagre y pimiento chile verde. El bopiz es un plato picante hecho con pulmón y corazón de cerdo salteados con tomate, chile y cebolla. El isaw es otro aperitivo consumido principalmente en las Filipinas, que consiste en un kebab de trozos de intestino delgado de cerdo a la barbacoa, que se moja en vinagre antes de comerlo. La pata crujiente es popular, y consiste en patas de cerdo cocidas hasta que quedan tiernas, cortadas en trozo y fritas.

### Hong Kong
Quizá los mejores ejemplos de sofisticación de los platos de casquería estén en Hong Kong, donde convergen todas las cocinas regionales chinas. Por ejemplo, las tiendas de siu mei (燒味) cantonés, delicias a la barbacoa, han alcanzado su culmen aquí. Aparte del popular cha siu y de la corteza de cerdo crujiente, y de todos los platos de otras aves, también está el hígado de pollo asado con miel, y el muy tradicional (y actualmente muy caro) gum chin gai (金錢雞), otro dim sum asado con miel consistente en un sándwich de un trozo de grasa de cerdo, hígado de pollo o cerdo, jengibre y cha siu.
El uso de casquería en platos dim sum no termina aquí. En los restaurantes dim sum se sirven patas de pollo, de pato y patas de cerdo cocinadas de diversas formas. Por ejemplo, las patas de cerdo estofadas en vinagre dulce es actualmente popular, más allá de su función tradicional como suplemento para las parturientas. Este jui kerk gieng (豬腳薑) se elabora estofando brotes tiernos de jengibre, huevos duros y patas de cerdo escaldadas en vinagre negro de arroz dulce durante varias horas. El ap kerk jat (鴨腳紮) consiste en un trozo de jamón, seta shiitake y vejiga natatoria envueltos en una hoja de tofu seco junto a las patas de pato y cocidos al vapor. El uso de vísceras de pescado en la gastronomía cantonesa no se limita a la vejiga: por ejemplo, hay un plato popular llamado tung gong yu wan bo (東江魚雲煲) consistente en una cazuela de labios de pescado de agua dulce grande, además de la famosa sopa de aleta de tiburón.
Sin embargo, en los establecimientos populares más pragmáticos se utilizan tradicionalmente al máximo los ingredientes. El pescado se aprovecha completamente: la piel seca frita es un acompañante de las sopas de fideos con bolas de pescado; las tripas se cuecen al vapor con huevo y otros ingredientes en la gastronomía hakka; y las espinas se envuelven en una bolsa de algodón para cocerlas en sopa para fideos.
La gastronomía de Chaozhou también alcanza su máxima expresión en Hong Kong. La carne de ganso, su hígado (fuagrás), sangre, intestinos, patas, pescuezo y lengua son los principales ingredientes de varios platos. También está la imprescindible sopa de estómago de cerdo con granos de pimienta enteros y mostaza encurtida. El uso de vísceras de ternera está representado clásicamente en las tiendas de fideos: cada negocio respetable tiene su propia receta para preparar estofados de falda, tripa, pulmón y otra casquería. Las grandes ollas se sitúan a menudo mirando a la calle y cerca de la entrada, de forma que el apetitoso aroma atraiga a los clientes.
En contra de lo que en algunos países occidentales se piensa de estos platos, las vísceras se limpian muy bien antes de cocinarlas. La piel interior dura de los intestinos de cerdo (que está expuesta al bolo y a materia pre-fecal) se retira completamente, y el resto se remoja, limpia y enjuaga a conciencia. Las nefronas (los vasos que extraen y transportan la orina) de los riñones de cerdo se retiran, remojándose el resto varias horas antes de limpiarlo.

### India
En el sur de la India, especialmente en Maharashtra, un plato de aroma fuerte llamado rakti, hecho con vísceras y cartílago de cerdo muy picantes, se considera un plato casero de indulgencia por la comunidad cristiana local.

### Indonesia y Malasia
En Indonesia y Malasia son muy populares las entrañas de ternera y cabra fritas o en sopas, consumiéndose casi todas las partes del animal. El estómago de ternera (babat) y el intestino (iso) son populares, tanto fritos como cocidos, en la cocina javanesa. El pulmón de vaca o cabra (paru) espolvoreado con cúrcuma y frito se sirve a menudo como acompañamiento del arroz, especialmente en el siempre popular nasi lemak. La tripa se usa en unas pocas recetas, tanto salteada como en gravy. El hígado se fríe o saltea en algunas recetas de verdura. El primero se emplea también a veces en un plato picante llamado rendang. La lengua de ternera o cabra se fríe en rodajas, a veces en salsa picante. Los sesos se toman a veces pero no son muy populares en las zonas urbanas. Los menudillos de pollo y pato también se suelen consumir.

### Japón
En Japón las asaduras de pollo se hacen a menudo en brocheta a la parrilla de carbón como yakitori, para servirse junto a bebidas en un izakaya (pub de comida japonés). Las vísceras procedentes de ganado también se emplean en ciertos platos, como el yakiniku. Sin embargo, los japoneses suelen desdeñar la casquería procedente de animales grandes debido a la tradicional preferencia por la limpieza, derivada de las creencias sintoístas sobre la pureza. Durante la segunda guerra sino-japonesa, las tropas japonesas capturaban cerdos de los granjeros chinos y los sacrificaban para aprovechar solo los músculos principales (no se consumía la cabeza, las patas ni las vísceras).

### Pakistán
En Pakistán se consumen los sesos (maghaz), patas (paey), cabeza (siri), estómago (ojhari o but), lengua (zabaan), hígado (kalayji), riñones (gurda), ubres (kheeri) y criadillas (kapooray) de cabra, así como el corazón y el hígado de pollo. Un plato popular, el kata-kat, consiste en una mezcla de especias, sesos, hígado, riñones y otras vísceras.

### Nepal
En Nepal se consideran delicias los sesos (gidi), patas (khutta), cabeza (tauko), piel del estómago (bhudri), lengua (jibro), hígado (kalejo), riñones, pulmones (phokso), intestinos fritos (aandra), sangre frita (ragati) y en menor medida las criadillas de cabra, teniendo mucha demanda en Dashain, cuando las familias se reúnen y las toman con whisky y cerveza. El corazón y el hígado de pollo también se toman, pero los menudillos son más apreciados.

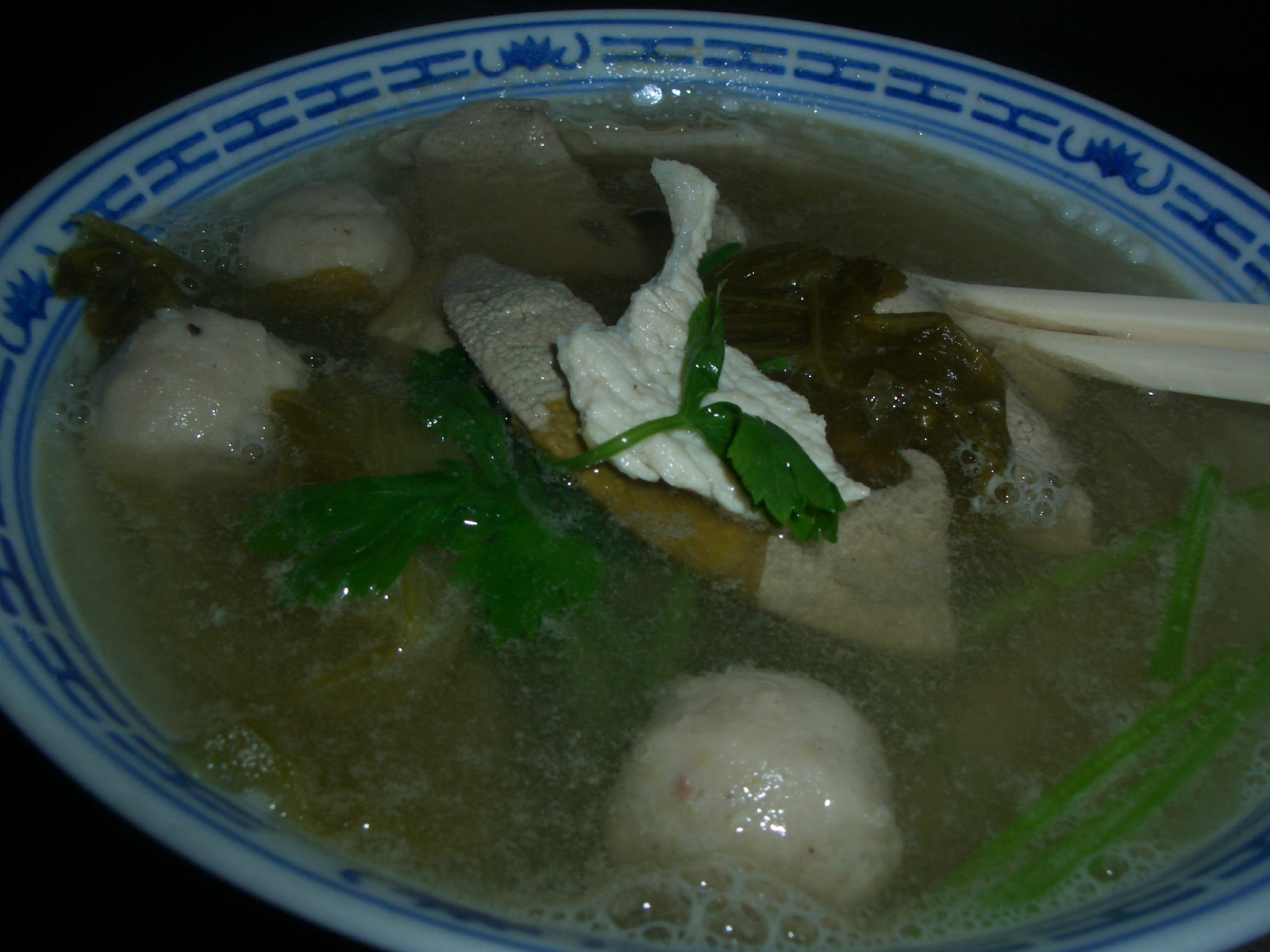
Sopa de vísceras de cerdo.

### Singapur
En Singapur la sopa de vísceras de cerdo es un plato frecuente en los hawker centres. Debido a la cercanía y la mezcla étnica, se encuentran también muchas de las recetas presentes en Indonesia y Malasia.

### Vietnam
Los vietnamitas y cantoneses consumían sesos de mono, pero actualmente es muy raro, ofreciéndose principalmente a turistas occidentales adinerados.

## Oriente Medio

### Irán
En Irán se emplean lengua (zabaan), patas (paa o pache), hígado de oveja (jigar), corazón (qalb), pulmón (shosh), criadillas (dombalan) y riñones en ciertos tipos de kebab, resultando muy populares, al igual que los intestinos y el estómago de oveja, aunque este último se cuece. Los sesos y lengua de oveja, al igual que las articulaciones de las rodillas, se usan en un plato formal de desayuno llamado kale pache (literalmente ‘cabeza y pierna’ "head and leg"), cocidos en agua con judías y consumidos con pan tradicional.

### Líbano
En el Líbano se usan sesos de cordero en platos nikhaat y a veces para preparar sándwiches. Una tradición menos frecuente en la actualidad es el consumo de ojos de pescado, tanto crudos, como cocidos o fritos. Otro plato popular en la región es el korouch, consistente en intestinos de oveja rellenos de arroz.

## Estados Unidos

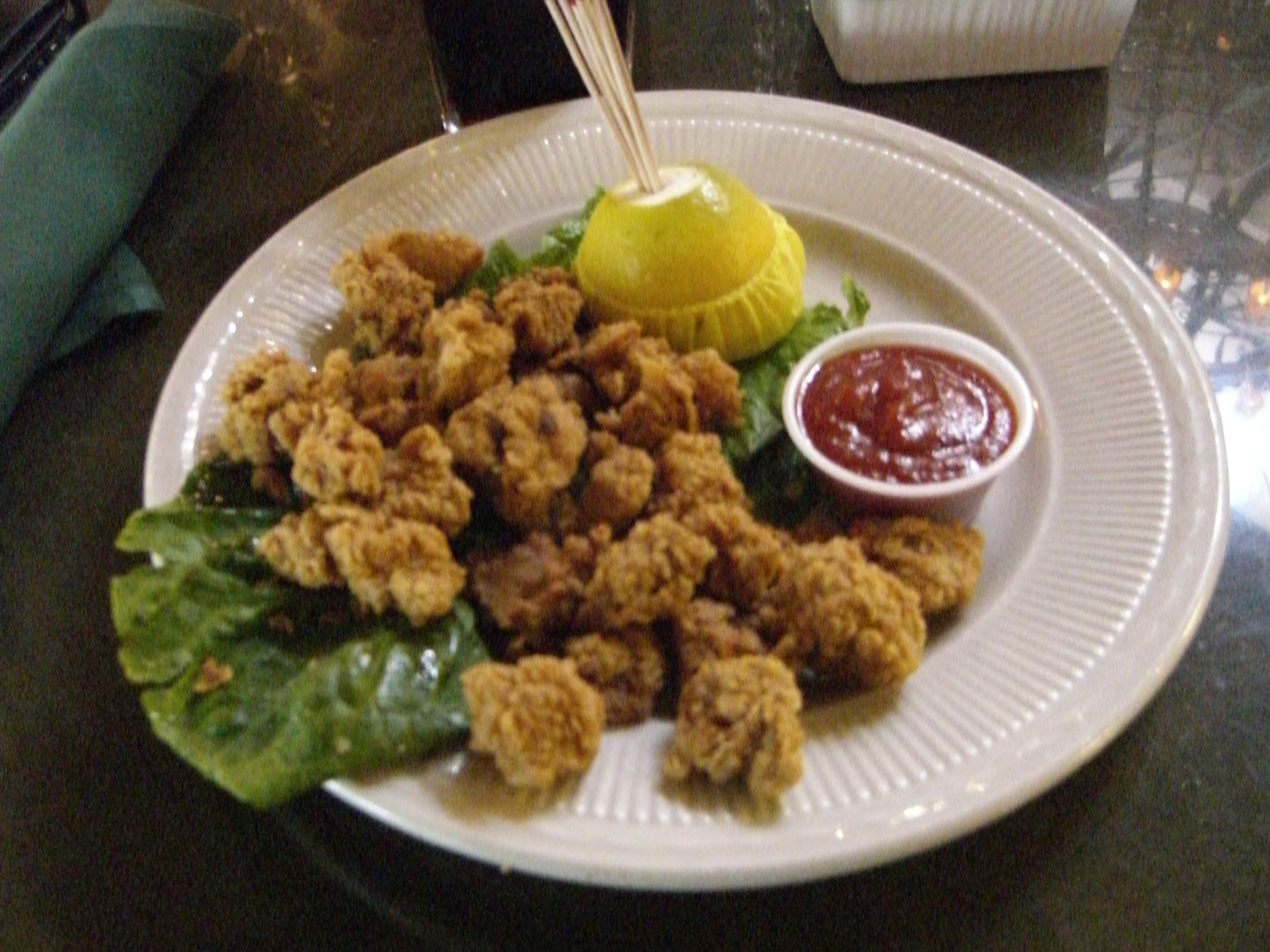
Criadillas (Rocky mountain oysters, literalmente ‘ostras de las Rocosas’).

En los Estados Unidos el consumo de menudillos (giblets) de pollo, pavo y pato es mucho más frecuente que el de vísceras de mamífero, a excepción del hígado, que se toma con bastante frecuencia. El chopped liver, consistente hígado de pollo molido, mezclado con grasa de pollo y cebolla, es una receta común. Un ejemplo de receta con casquería bovina es el pepper pot de Filadelfia, un estofado hecho con tripa.
Las vísceras de mamífero son algo más populares en el sur del país, incluyendo algunas recetas chitterlings, molleja e hígado de pollo, y estómago de cerdo. El scrapple, que a veces se hace con entrañas de cerdo, es relativamente común en el noreste del país, especialmente en zonas con población amish. El sándwich de sesos fritos es una especialidad del valle del río Ohio. Las Rocky Mountain oysters (‘ostras de las Rocosas’) o prairie oysters (‘ostras de pradera’), criadillas de toro fritas, son una delicia consumida en regiones dedicadas a la cría de vacuno del oeste de Estados Unidos y Canadá.

## Australia
En Australia la casquería se consume principalmente en pasteles de carne y otros platos étnicos. La legislación local exige que los productos que contienen casquería se etiqueten convenientemente. La presencia de sesos, corazón, riñón, hígado, lengua o tripa debe ser declarada bien específicamente, o más genéricamente como casquería. Otras variedades, como sangre, páncreas, médula y timo, deben declararse expresamente.

## Salud y seguridad alimentaria
No es seguro consumir casquería de ciertos animales:
- Los órganos internos del pez globo fugu son extremadamente tóxicos. En Japón, este pez solo puede ser preparado por un cocinero experto, trabajando bajo regulaciones, condiciones higiénicas y licencia extremadamente estrictas. Incluso una dosis residual de toxina de fugu puede ser fatal.[6]
- El hígado del oso polar no deben consumirse porque su alto contenido en vitamina A puede provocar hipervitaminosis A, una enfermedad grave. Esto se sabe desde al menos 1597, cuando Gerrit de Veer escribió en su diario que, mientras se refugiaban en invierno en Novaya Zemlya, él y sus hombres cayeron gravemente enfermos tras comer hígado de oso polar.[7]
- El hígado de la langosta marina (tomalley) puede ser tóxico por acumulación de toxinas y metales pesados como el mercurio.
- Los intestinos de algunos animales son muy ricos en bacterias coliformes, y necesitan limpiarse y cocerse bien para que su consumo sea seguro.
- El tejido nervioso puede estar contaminado por priones de encefalopatía espongiforme transmisible (TSE), que pueden provocar encefalopatía espongiforme bovina (enfermedad de las vacas locas). En algunas jurisdicciones esta casquería está clasificada como material de riesgo de específico, quedando sujeta a legislación especial.[8]
- La casquería muy rica en purinas pueden precipitar un ataque agudo de gota en quienes padecen esta enfermedad.
- La casquería puede tener mucho colesterol y grasa saturada, en particular riñones, estómago, tripa, corazón, lengua e hígado.[9][10][11][12][13]
- La costumbre de dar de comer a los perros casquería cruda en las granjas puede propagar la hidatidosis, una enfermedad parasitaria potencialmente mortal para animales y humanos.